# Marie Jo
Marie Jo is merk van lingerie- en zwemkleding van het Belgische bedrijf Van de Velde. Marie Jo is een van de drie merken van Van de Velde; de andere zijn Primadonna en Sarda.
Het merk, oorspronkelijk Marie Jolie, werd in 1981 gelanceerd door Van de Velde, dat in 1919 was opgericht als korsettenfabrikant in Schellebelle. In 1997 werd de collectie van Marie Jo uitgebreid met een zustermerk, Marie Jo L'Aventure. In 2018 kwam er Marie Jo Swim bij voor badmode. Marie Jo is met name in België bekend en kreeg in 2023 internationale media-aandacht toen zangeres Billie Eilish een foto in Marie Jo-beha op Instagram plaatste.